# Angelo Pilati
Angelo Pilati (Bologna, 4 novembre 1909 – Bologna, 18 settembre 1930) è stato un calciatore italiano, di ruolo attaccante.

## Carriera

### Giocatore

#### Calcio

##### Club
Fratello minore di Piero Pilati, crebbe nei "Boys" del Bologna dove si segnalò come ottimo attaccante. Esordì in prima squadra il 4 marzo 1928 in Bologna - Casale 4-1. Giocò il campionato 1927-28 con il Bologna, poi andò a Firenze nel 1929-1929 dove rimase per un solo anno con il club gigliato, 15 le presenze e due i gol. Nel 1929-30 tornò al Bologna, con cui disputò il primo campionato di Serie A a girone unico, con 14 presenze e 3 reti. Morì a soli 21 anni la notte del 18 settembre 1930, in un incidente automobilistico nei pressi di Gaibola, zona collinare della città che si inerpica fino al parco di Villa Ghigi. È sepolto nel Cimitero Monumentale della Certosa di Bologna.

## Tennis

### Club
Tennista di livello nazionale, nel 1929, assieme ai fratelli maggiori Alfonso e Francesco e a Ermete Alfieri, vinse i campionati italiani a squadre di II categoria, con la maglia della sezione tennis della Virtus Bologna.